# Benderia talhouki
Benderia talhouki är en fjärilsart som beskrevs av Hans Georg Amsel 1949. Benderia talhouki ingår i släktet Benderia och familjen mott. Inga underarter finns listade i Catalogue of Life.